# O Palácio de Inverno
The House of Special Purpose (O Palácio de Inverno na edição brasileira) é um romance escrito pelo novelista irlandês John Boyne, publicado em 2009 pela editora Doubleday na Irlanda e pela Companhia das Letras no Brasil.

## O livro
O romance conta a história de Georgy, um garoto de origem pobre que, aos 16 anos, torna-se herói por acidente ao tentar impedir o melhor amigo de cometer um  assassinato e ao salvar a vida de um membro da família imperial da Rússia. Às vésperas da Revolução Russa, Georgy é levado ao Palácio de Inverno, em São Petersburgo, para trabalhar como guarda-costas do filho caçula do czar Nicolau. 
Contada de forma não-linear, a história se passa entre o breve tempo que ele passa no palácio e os 60 anos seguintes, que transformaram dramaticamente a vida do homem e do país. Os capítulos trazem altenadamente a voz do personagem na velhice e como adolescente até que as histórias se encontram no final.
Os trechos que tratam da família imperial e da revolução são todas baseadas em fatos e o restante é ficção.